# Notobatrachus
Notobatrachus (лат.) — олиготипический род вымерших земноводных из надотряда Salientia. Представители рода жили в среднеюрскую эпоху (келловейский — батский века, 168,3—163,5 млн лет назад) в Южной Америке, то есть хронологически ближе к современным бесхвостым, чем древнейшие лягушки из родов Prosalirus и Vieraella.

## Описание
Длина представителей Notobatrachus как правило 100—120 мм, но были обнаружены экземпляры до 150 мм в длину.

## Классификация
На сегодняшний день род включает в себя два вымерших вида:
- Notobatrachus degiustoi Reig, 1956typus
- Notobatrachus reigi Báez & Nicoli, 2008